# Sông Cam Ly

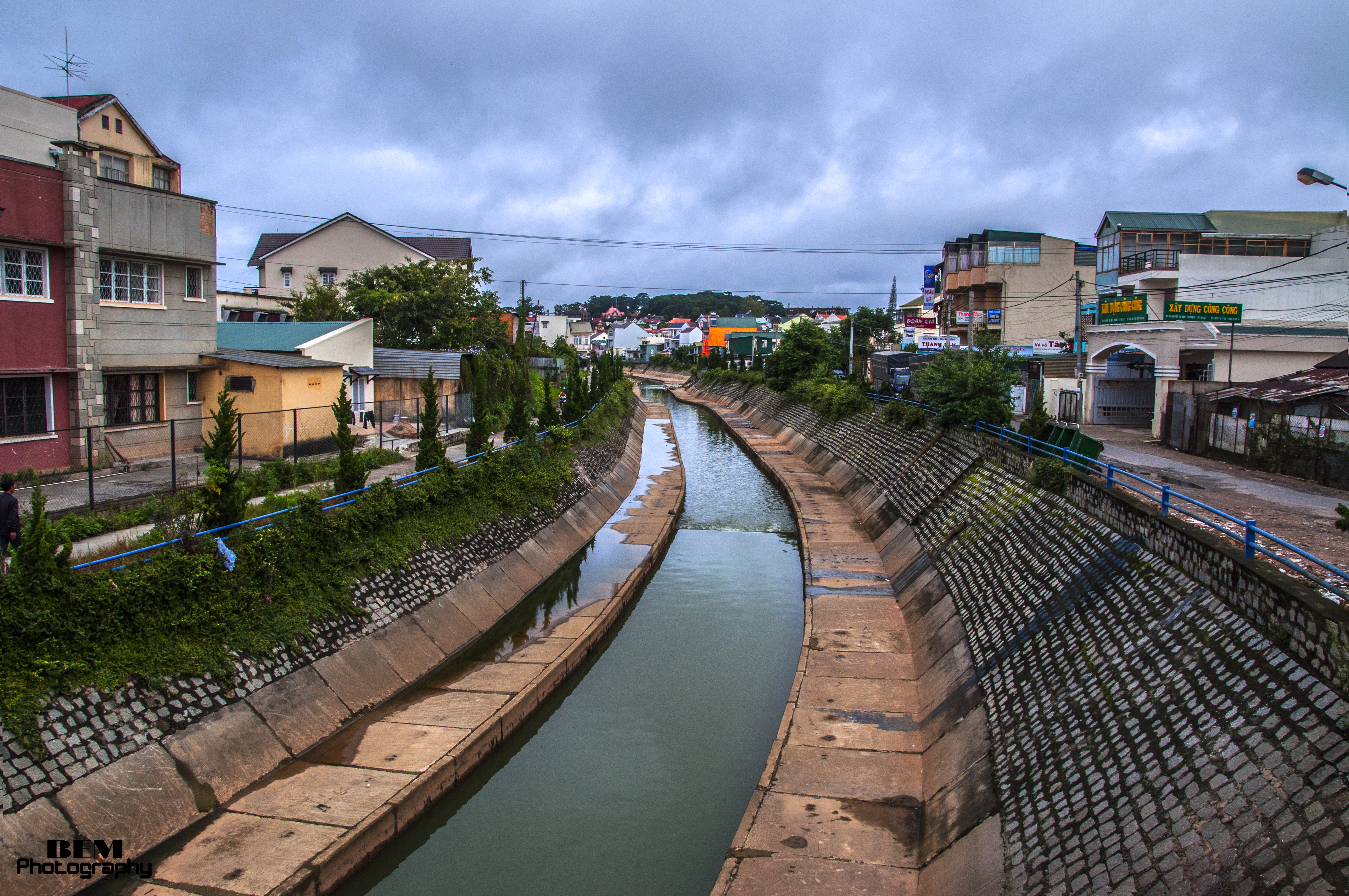
Suối Cam Ly đoạn chảy qua trung tâm thành phố Đà Lạt

Sông Cam Ly (còn được gọi là suối Cam Ly) là một phụ lưu của sông Đa Dâng trên địa bàn tỉnh Lâm Đồng, Việt Nam.

## Dòng chảy

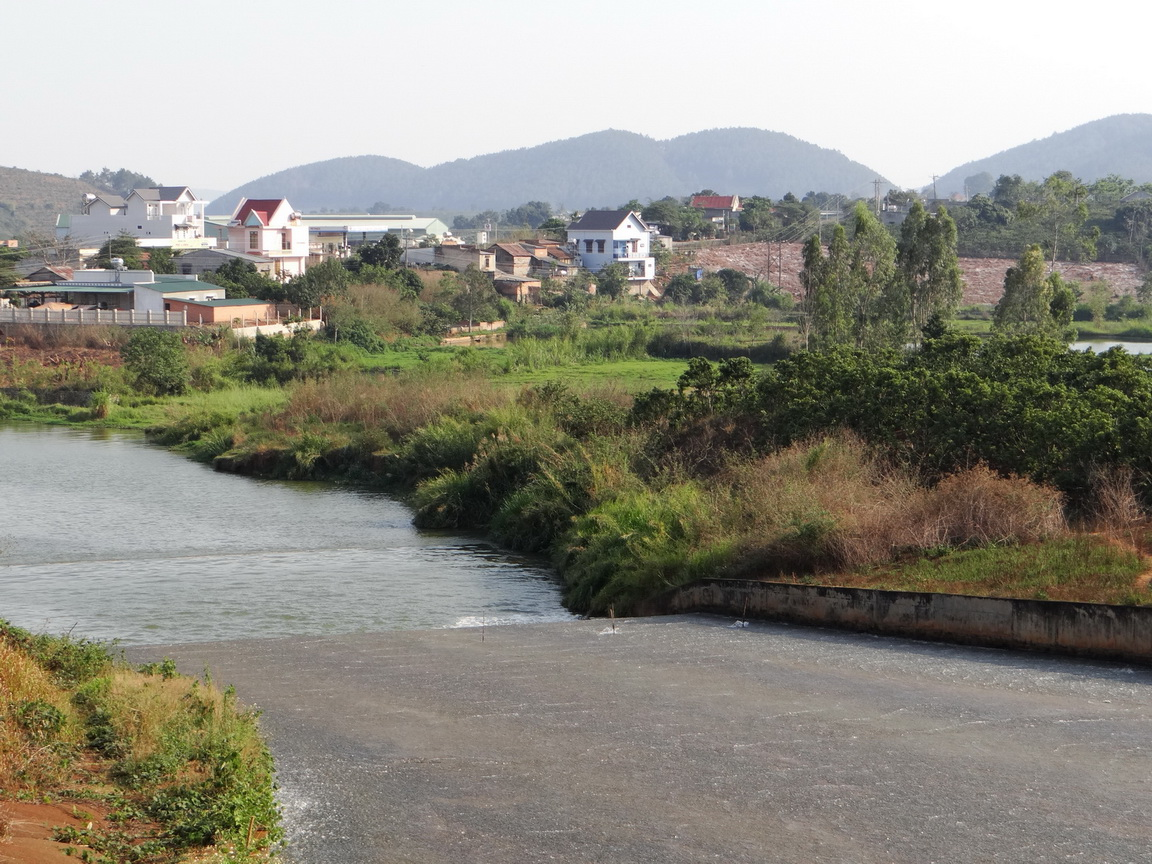
Đập tràn hồ Cam Ly Thượng

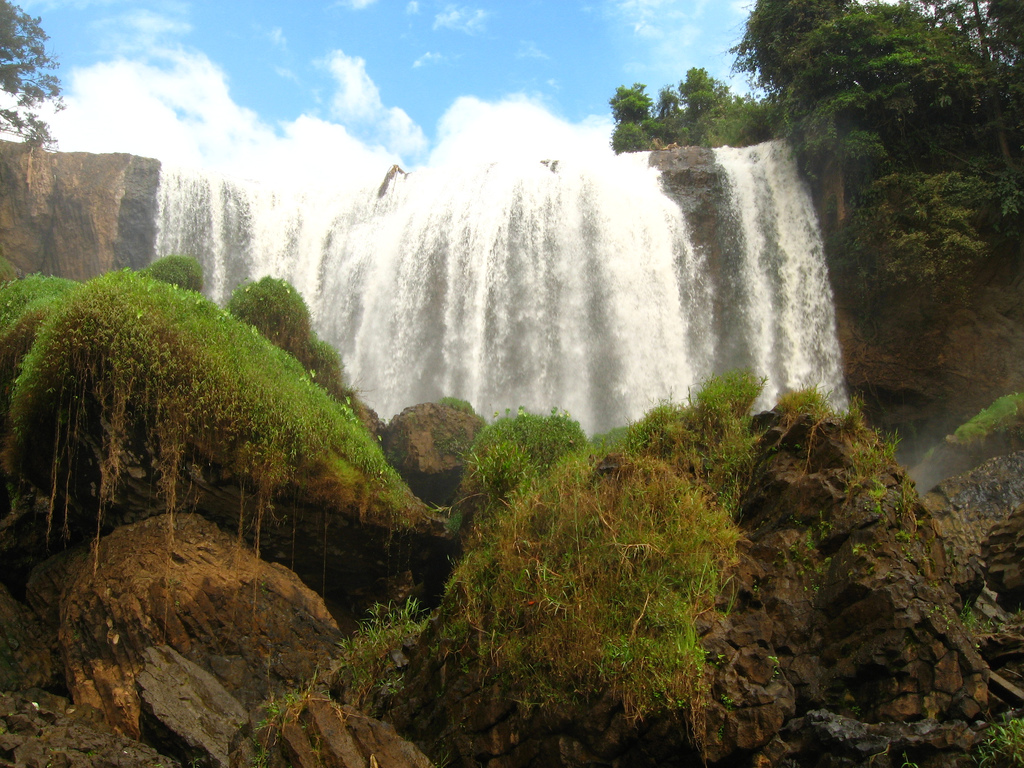
Thác Voi ở thị trấn Nam Ban

Sông bắt nguồn từ vùng đồi núi tại phường 12 ở phía bắc đông bắc thành phố Đà Lạt và chảy qua trung tâm thành phố. Đến khu vực giáp ranh giữa phường 5 và xã Tà Nung, sông đổi sang hướng nam rồi chảy qua địa phận huyện Lâm Hà. Sông Cam Ly hợp lưu với sông Đa Dâng ở phía nam thị trấn Đinh Văn, khu vực cửa sông hiện nay là hồ thủy điện Đạ Dâng 2.
Trên dòng Cam Ly có những thắng cảnh nổi tiếng của vùng đất Đà Lạt như: hồ Than Thở, hồ Xuân Hương, thác Cam Ly và thác Voi.

## Tình trạng

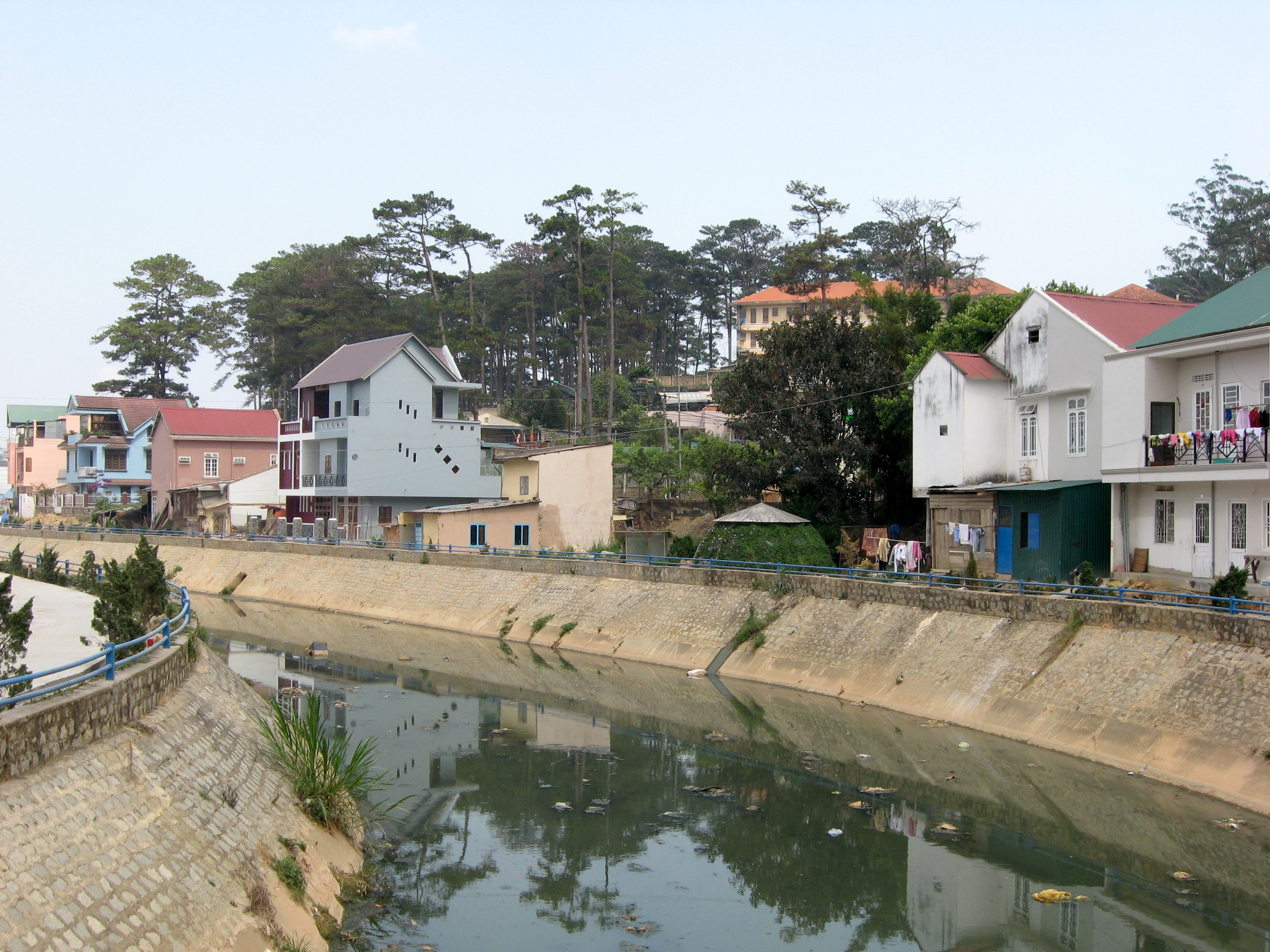
Suối Cam Ly đoạn chảy qua Phường 5, thành phố Đà Lạt bị ô nhiễm

Do quá trình đô thị hóa nhanh, sự quá tải về chức năng, dân số và sức ép về phát triển đô thị, du lịch, nông nghiệp nên khoảng một thập kỷ trở lại đây, suối Cam Ly tại Đà Lạt bị ô nhiễm rất nặng. Nguyên nhân gây ô nhiễm trầm trọng là do nước thải sinh hoạt, các hoạt động sản xuất nông nghiệp của hơn 250 nghìn cư dân thành phố và nguồn rác thải (lỏng và rắn) từ các hoạt động kinh doanh dịch vụ, du lịch, thương mại của hàng chục trung tâm, chợ buôn bán lớn nhỏ, gần 18 nghìn nhà hàng, khách sạn cơ sở lưu trú, gần 6 triệu du khách mỗi năm. Công tác quản lý đô thị, quản lý các dự án đầu tư còn thiếu chặt chẽ, thiếu kiểm soát, việc xây dựng các công trình kết cấu hạ tầng chưa đồng bộ. Hạ tầng kỹ thuật bảo vệ môi trường chưa đáp ứng yêu cầu phát triển đô thị: thiếu nhà máy xử lý rác thải, chủ yếu vẫn là chôn lấp; các hệ thống xử lý nước thải tập trung hoạt động chưa hiệu quả; nhiều siêu thị, nhà hàng, khách sạn, biệt thự, các cơ sở lưu trú có hệ thống xử lý nước thải riêng nhưng chưa đạt hiệu quả, không được kiểm soát, thậm chí nhiều cơ sở còn không có hệ thống xử lý, xả thẳng nước thải ra môi trường.